# Beşpınar, Demirözü
Beşpınar là một thị trấn thuộc huyện Demirözü, tỉnh Bayburt, Thổ Nhĩ Kỳ. Dân số thời điểm năm 2010 là 525 người.